# Viscount of Dunbar

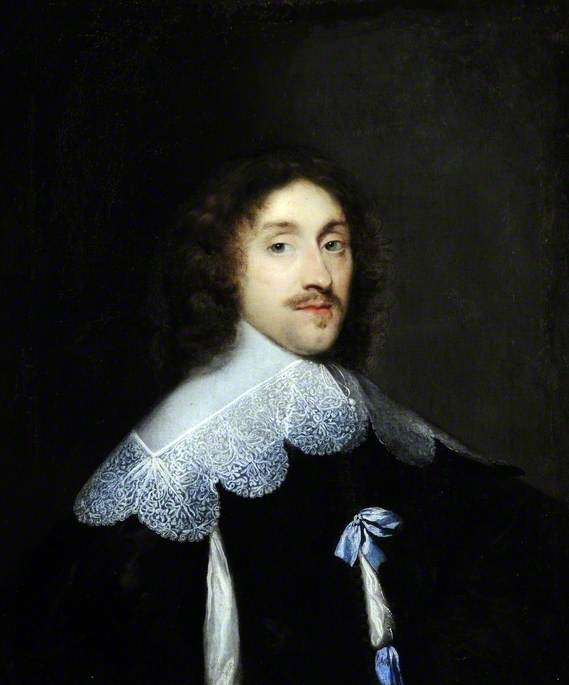
John Constable, 2. Viscount of Dunbar

Viscount of Dunbar war ein erblicher britischer Adelstitel in der Peerage of Scotland.

## Verleihung
Der Titel wurde am 14. November 1620 für den schottischen Ritter Sir Henry Constable geschaffen. Zusammen mit der Viscountswürde wurde ihm der nachgeordnete Titel Lord Constable verliehen. Die Verleihung der beiden Titel erfolgte mit dem besonderen Zusatz, dass diese in Ermangelung direkter männlicher Nachkommen auch an sonstige männliche Erben übergehen können, soweit diese Namen und Wappen der Familie Constable tragen.
Seit dem kinderlosen Tod des 4. Viscounts am 15. August 1718 ruhen die beiden Titel. Zwar existieren zahlreiche männliche Nachkommen der Neffen des letzten Viscounts, jedoch hat bislang keiner von ihnen seinen Anspruch aus die Titel rechtswirksam geltend machen können.

## Liste der Viscounts of Dunbar (1620)
- Henry Constable, 1. Viscount of Dunbar (um 1588–1645)
- John Constable, 2. Viscount of Dunbar (1615–um 1668)
- Robert Constable, 3. Viscount of Dunbar (1651–1714)
- William Constable, 4. Viscount of Dunbar (1654–1718)